# Nullsoft Scriptable Install System
Nullsoft Scriptable Install System (kurz NSIS) ist eine Software zur Erstellung von Installationsprogrammen für das Betriebssystem Windows. Es wurde ursprünglich von der Firma Nullsoft entwickelt, die den Installer u. a. für ihren Medienspieler Winamp nutzten. Heute ist NSIS freie Software und steht unter der zlib/libpng-Lizenz.
Der Quelltext von NSIS und die Downloads werden über SourceForge angeboten, wo NSIS im Januar 2006 zum Projekt des Monats gekürt wurde.
Das NSIS an sich verfügt lediglich über einen Kommandozeilen-Compiler und eine grafische Benutzeroberfläche für selbigen, was beim Kompilieren hilft und einige Einstellungen erleichtert. Allerdings stehen mehrere freie IDEs für NSIS zur Verfügung. Die derzeit umfangreichste ist dabei wohl EclipseNSIS, ein Plug-in für die plattformübergreifende, ebenfalls freie Eclipse-IDE.
Bei Verwendung von NSIS in Softwareprodukten ist es nicht möglich, von Microsoft eine Zertifizierung als „Designed for Windows Vista“ zu erhalten, da NSIS nicht in der Lage ist, die hierfür erforderlichen Windows-Installerdateien zu generieren.

## Merkmale (Auswahl)
- Sehr kleiner Overhead von etwa 34 KB
- Kompatibel mit allen gängigen Windows-Betriebssystemen (Windows 95, 98, 2000, 2003, 2008, ME, NT, XP, Vista, 7, 8, 10, 11)
- Drei verschiedene Kompressionsalgorithmen (zlib, bzip2 und LZMA), optional mit solider Kompression
- 49 Sprachen, darunter auch Sprachen, die von rechts nach links geschrieben werden
- Plug-in-System zur nahezu beliebigen Erweiterung der ohnehin umfangreichen Funktionen (z. B. gibt es Plug-Ins für Arrayoperationen, erweiterte mathematische Funktionen oder die Steuerung von Windows-Diensten und -Prozessen)
- Kompilierung des Installers unter Windows oder einem POSIX kompatiblen System wie Linux oder FreeBSD (derzeit nur Unterstützung von x86-Plattformen)
- Neben einem „Klassikdesign“ auch ein modernes Design, das proprietären Installern sehr ähnelt.

Über die Skriptsprache sowie die Plugin-Schnittstelle sind in selbstgeschriebenen Installern nahezu unbegrenzte Funktionen implementierbar.
Dazu gehört das Verwalten von Systemdiensten, webbasierte Installationen, dynamische Updates, Reparatur- und Rollback-Funktionen.

## Funktionsweise
Ein Installer basiert auf einem Skript, jede Zeile ist eine Anweisung.
Die Skript-Datei wird durch den Kommandozeilen-Kompilierer „makensis.exe“ zu einer ausführbaren Datei kompiliert, die sämtliche Dateien (komprimiert) und das Installationsprogramm (Skriptbefehle) enthält und damit sehr einfach verbreitet werden kann. Als grafische Oberfläche für makensis steht MakeNSISW zur Verfügung.
```
 
; Beispiel-Skript

 
Name
 
"MeinBeispiel"

 
OutFile
 
"installer.exe"

 
SetCompressor
 
lzma

 
InstallDir
 
"
$PROGRAMFILES
\beispiel"

 
InstallDirRegKey
 
HKLM
 
"SOFTWARE\beispiel"
 
"installdir"

 
LoadLanguageFile
 
"
${NSISDIR}
\Contrib\Language files\German.nlf"

 
Page
 
directory

 
Page
 
instfiles

 
Section

   
SetOutPath
 
$INSTDIR

   
File
 
"meinbeispiel.exe"

   
WriteRegStr
 
HKLM
 
"SOFTWARE\beispiel"
 
"installdir"
 
"
$INSTDIR
"

   
CreateShortCut
 
"
$DESKTOP
\beispiel.lnk"
 
"
$OUTDIR
\meinbeispiel.exe"

 
SectionEnd

```

Zielverzeichnis angeben

Installation fertiggestellt

Nebenstehend sieht man das Resultat des obigen Skripts.
Durch Verwendung von Erweiterungen wie dem „Modern UI“ (deutsch: „moderne Benutzerschnittstelle“) oder speziellen Plug-Ins können auch optisch sehr ansprechende Installationsassistenten erstellt werden.
Dank starker Kompressions-Algorithmen und geringem Overhead sind sehr kleine Installer möglich, womit NSIS ideal für die Verbreitung von Programmen über das Internet ist.

## Sicherheit
Mit NSIS erstellte Installationsprogramme haben Sicherheitslücken, wenn eine veraltete Version eingesetzt wird.
In den Versionen 2.47, 2.50 sowie 2.51 wurden mögliche Sicherheitslücken geschlossen.